# Bir Ould Khelifa
Bir Ould Khelifa là một đô thị thuộc tỉnh Aïn Defla, Algérie. Dân số thời điểm năm 2002 là 10.568 người.